# Tour Salière
La tour Salière ou tour Sallière  est un sommet situé dans le canton du Valais en Suisse culminant à 3 220 mètres d'altitude.

## Géographie
La tour Salière est bordée par le lac de Salanfe à l'est, le cirque glaciaire de Susanfe au-dessus du val d'Illiez au nord, le Grand Ruan à l'ouest, l'Épaule à l'est, le lac d'Émosson au sud-ouest et le vallon d'Emaney au-dessus des Marécottes au sud-est.
Il appartient à la haute chaîne calcaire qui sépare les Alpes pennines du massif du Faucigny.

## Alpinisme

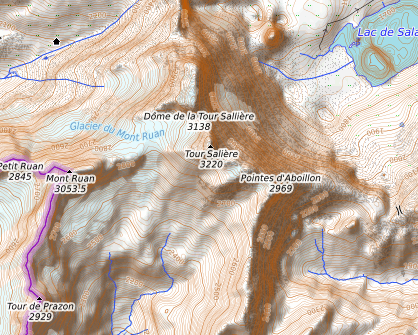
Carte topographique de la tour Salière.

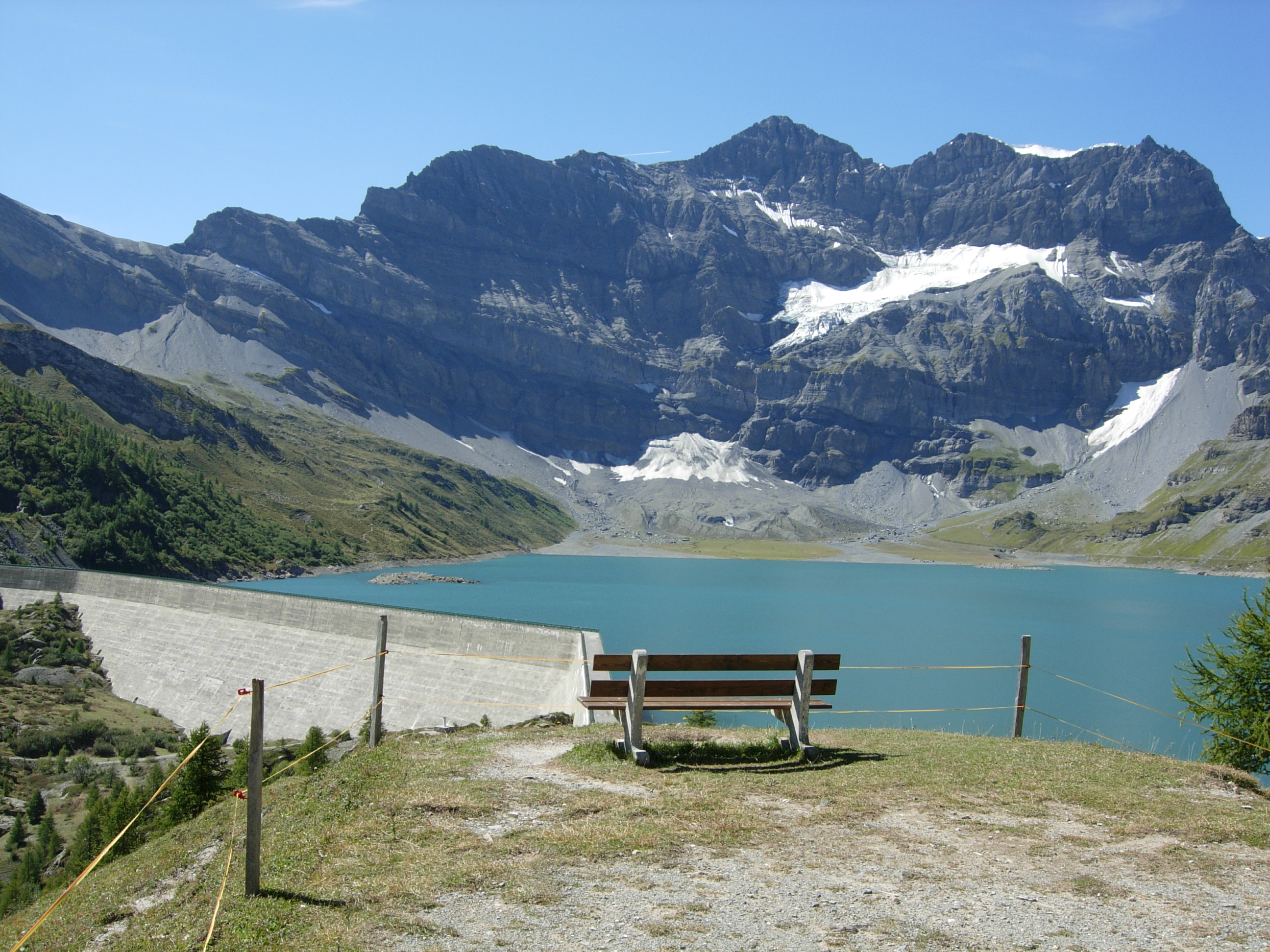
Vue de la tour Salière et du lac de Salanfe.

- 1858 - Première ascension par la face nord-ouest par H. Marguerat et J. Oberhauser, J.Rey et E. Gonet
- 1907 - Face est directe par Émile-Robert Blanchet, Jean Chaubert, E. Revaz et A. Coquoz

Les itinéraires les plus sérieux sont situés sur le versant nord-ouest de la tour Salière, tels que le Grand Revers (plus de 1 000 mètres de haut) et la face est directe.